# Bolszoj Kukmor
Bolszoj Kukmor (ros. Большой Кукмор) – wieś (sieło) w Rosji, w Tatarstanie, w rejonie kukmorskim. W 2010 liczyła 1986 mieszkańców.